# Micaelamys namaquensis
Micaelamys namaquensis és una espècie de mamífer rosegador de la família dels múrids. De vegades és inclosa dins del gènere Aethomys.

## Distribució
Es troba a Angola, Botswana, Lesotho, Malawi, Moçambic, Namíbia, Sud-àfrica, Eswatini, Zàmbia i Zimbàbue. Els seus hàbitats naturals són boscos temperat, sabana seca, matollars temperats, matollars subtropicals o tropicals secs, prades temperades, deserts càlids, deserts temperats, costes rocoses, terra arable, jardins rurals i àrees urbanes.